# Île de la Visitation
Île de la Visitation es una pequeña isla en el río conocido como Rivière des Prairies, parte del archipiélago de Hochelaga, vinculado a la isla de Montreal, en la provincia de Quebec, al este de Canadá.
Ubicada dentro de la subdivisión de Montreal de Ahuntsic-Cartierville, la isla es el lugar donde se encuentra un parque natural de 34 hectáreas, así como el resto de los edificios del histórico distrito Sault-au-Récollet.